# Carretera Estatal de Florida 869
La Carretera Estatal 869 es una Carretera Estatal de Florida en el condado de Broward. La mayoría de la ruta forma parte de la Autopista Sawgrass que sirve como una ruta variante de Fort Lauderdale. La ruta es señalada como norte-sur desde su extremo sur donde se conecta con la US 1 en Pinecrest, hasta que la autopista se acaba en Coconut Creek. Desde ahí, la ruta continúa como una calle superficial este-oeste, la Calle 10 Norte de Deerfield Beach. La sección autopista forma parte del sistema del Turnpike de la Florida. La autopista fue construida en los 1980s y abrió al tráfico en 1986.